# Lactobacillus suebicus
Lactobacillus suebicus è una specie di batterio appartenente alla famiglia delle Lactobacillaceae.